# Tainá Paixão
Tainá Mayara da Paixão (Jundiaí, 29 de novembro de  1991) é uma basquetebolista profissional brasileira, atua como armadora.

## Carreira
Tainá Paixão fez parte do elenco da Seleção Brasileira de Basquetebol Feminino, nas Olimpíadas de 2016.